# Argentea Planum
Argentea Planum és una formació geològica de tipus planum a la superfície de Mart, localitzada amb el sistema de coordenades planetocèntriques a -63.86 latitud N i 337.89 ° longitud E, que fa 1.370,64 km de diàmetre. El nom va ser aprovat per la UAI l'any 2003 i fa referència a una característica d'albedo.